# Железният светилник
„Железният светилник“ е исторически роман и първата книга от известната тетралогия на Димитър Талев („Железният светилник“, „Преспанските камбани“, „Илинден“ и „Гласовете ви чувам“).
Романът е публикуван през 1952 г. В него са отразени българските борби за политическа и църковна независимост. Талев пише романа по време, когато семейството му и той самият са изселени в Луковит.

## Композиция
„Железният светилник“ се състои от 4 части:
- „Хаджи Серафимовата внука“
- „В тъмни времена“
- „Народ се пробужда“
- „Корени и гранки“

## Сюжет
Романът е базиран в измисления град Преспа (кръстен на областта Преспа, но всъщност родния град на Талев Прилеп) и проследява съдбата на едно типично възрожденско семейство.
Аз немам прототип за нито един от героите си – твърди той. – Разбира се, всеки един от тех е съчетание на многобройни елементи от действителността. Но те са рожби на моето въображение, което свободно гради с материала, именно с материала, получен от живота. Важното е ластовичината слюнка – подхвърля с усмивка Талев, – която скрепява отделните сламки, когато се гради гнездото. Така е и в творчеството. Елементите от живота са налице, но в творбата на художника те влизат в съвсем нова сплав.
За образа на Лазар Глаушев авторът също подчертава, че няма прототип и че е  използвал само отделни черти от прилепчанина Тодор Кусев (Методий Кусев). Кусев създава в Прилеп правилника за еснафите – първи опит да се организират занаятчиите, и Талев казва, че е използвал тази случка, защото я е намерил интересна, характерна за епохата. Взима и ораторският дар на Кусев, но всеки всеки народен вожд трябва да бъде и оратор. Все пак моят Лазар Глаушев е съвсем различен като образ от Тодор Кусев и в случая не може и дума да става за некакъв прототип. Тодор Кусев е бил сприхав, буен, необуздан като темперамент. Лазар Глаушев се развива като характер другояче.
Всичките образи в романа са вплетени в сложна плетеница на лични и обществени отношения. Любовта и дългът се борят в сърцето на Лазар Глаушев, когато трябва да избира между сестрата на приятеля и съмишленика си и чорбаджийската дъщеря Ния. Човешкото и майчинското първоначално се съпротивляват срещу суровите традиции на вековната нравственост в душата на Султана, когато старата майка сама трябва да отведе детето си към гибел. Затова и романът е една излята монолитна цялост – една от най-завършените и композиционно съвършени романистични структури в българската белетристика.

## Други
На „Железният светилник“ е наречена улица в квартал „Драгалевци“ в София (Карта).